# Joodse begraafplaats (Roosendaal)
Roosendaal (provincie Noord-Brabant) had in het begin van de 19de eeuw een kleine Joodse gemeenschap. Zij had geen eigen begraafplaats, maar gebruikte hoogstwaarschijnlijk de Joodse begraafplaats Oudenbosch. Uit archiefstukken is bekend dat de Joodse gemeenschap wel onkosten had voor een begraafplaats.
Interessant is dat er op de algemene begraafplaats van Roosendaal één Joods graf aanwezig is. Het is het graf van Samuel Eliazar van Beem uit Amsterdam, die op 1 september 1912 onwel werd in de trein en kwam te overlijden ten gevolge van een herseninfarct. Om onduidelijke redenen is hij begraven in Roosendaal, op het christelijke kerkhof. Hij ligt begraven in een anoniem graf in de afdeling vreemdelingen. Zijn graf wordt gemarkeerd door een betonnen paaltje met nummer 244. Het NIK is met de gemeente overeengekomen dit graf te kopen.